# Bertonico
Bertonico é uma comuna italiana da região da Lombardia, província de Lodi, com cerca de 1.113 habitantes. Estende-se por uma área de 20 km², tendo uma densidade populacional de 56 hab/km². Faz fronteira com Ripalta Arpina (CR), Moscazzano (CR), Montodine (CR), Turano Lodigiano, Castiglione d'Adda, Gombito (CR), Terranova dei Passerini.

## Demografia
| Variação demográfica do município entre 1861 e 2011                               |
|                                                                                   |
| Fonte: Istituto Nazionale di Statistica (ISTAT) - Elaboração gráfica da Wikipedia |